# Planctomycetia
Planctomycetia es una clase del filo de bacterias Planctomycetota, son acuáticas encontradas en agua dulce, salobre y marina. Tienen forma de ovoide que se une a una especie de tallo y se reproducen por gemación y no poseen pared celular. El ciclo biológico implica la alternancia entre células sésiles y flageladas. Las células sésiles tienen rizoides y forman células flageladas por gemación, las cuales nadan durante cierto tiempo antes de establecerse y comenzar la reproducción.